# Dambudzo Marechera
Dambudzo Marechera (* 4. Juni 1952 in Vengere Township, Rusape, Rhodesien; † 18. August 1987 in Harare, Simbabwe; geboren als Tambudzai Marechera) war ein simbabwischer Schriftsteller und Dichter, der in englischer Sprache schrieb.

## Leben
Dambudzo Marechera wurde als Tambudzai Marechera geboren und auf den Namen Charles William Marechera 1965 anglikanisch getauft. Er wuchs unter erbärmlichen Bedingungen in einem Schwarzenghetto auf und verlor mit 13 Jahren seinen Vater. Nach dem Besuch der St.-Augustine-Missionsschule in Penhalonga bekam er ein Stipendium für die University of Rhodesia (jetzt University of Zimbabwe), wo er ab 1972 Literatur studierte. Wegen seiner Beteiligung an der antikolonialen Bewegung musste er 1973 die Universität verlassen. Durch ein erneutes Stipendium konnte er ab 1974 am New College (Oxford) weiter studieren, wurde allerdings wegen seiner schwierigen Persönlichkeit 1976 zwangsweise exmatrikuliert. Dambudzo Marechera lebte danach von Freunden unterstützt als arbeitsloser freier Schriftsteller ohne festen Wohnsitz in London.
Bereits mit seiner ersten Sammlung von Kurzgeschichten, The House of Hunger (1978 erschienen), in denen er seine Jugend in Rhodesien und Erlebnisse als Afrikaner in Großbritannien beschreibt, erhielt er einen Literaturpreis der Zeitung The Guardian. Es folgte 1980 noch die Erzählung Black Sunlight, danach wurden seine Manuskripte häufig von Verlagen abgelehnt.
1982 kehrte Dambudzo Marechera ins inzwischen unabhängig gewordene Simbabwe zurück, kam aber mit den neuen politischen Verhältnissen unter Robert Mugabe nicht zurecht. Er lebte anfangs auf der Straße oder bei Freunden, bis er 1984 eine eigene Wohnung in Harare bekam. 1987 wurde bei ihm AIDS diagnostiziert. In Verbindung mit einer Lungenentzündung starb er daran am 18. August 1987 in der simbabwischen Hauptstadt.
Flora Veit-Wild und andere veröffentlichten in den 1990er Jahren noch auffindbare Erzählungen, Kurzgeschichten und Gedichte von Dambudzo Marechera.

## Werke
- The House of Hunger. Heinemann, London 1978; dass. mit Untertitel A Novella & Short Stories. Pantheon, New York 1979[3] (und weitere)
  - Haus des Hungers. Erzählungen (Aus dem Englischen von Claus Peter Dressler und Curt Kämmerer). Suhrkamp, Frankfurt am Main 1981 (Edition Suhrkamp; 1062 = N.F., 62) ISBN 3-518-11062-4[4]
- Black Sunlight. Heinemann, London 1980 (African Writers Series; 237)
- Mindblast; or, The Definite Buddy (Stücke, Prosa, Gedichte, Tagebuchaufzeichnungen). College Press, Harare 1984
  - Die Haut der Zeit (Aus dem Engl. von Wolfgang Gehrmann). Graphium Press, Wuppertal 1989, ISBN 3-927283-00-2[5]
- The Black Insider. Hrsg. von Flora Veit-Wild. Baobab Books, Harare 1990, und Lawrence & Wishart, London 1992
  - Black Insider (Aus dem Engl. von Beate Horlemann. Mit dem Vorwort zur engl. Ausgabe von Flora Veit-Wild). Horlemann-Verlag, Unkel 1993, ISBN 3-927905-65-8[6]

Postum
- Cemetery of Mind: Collected Poems of Dambudzo Marechera. Hrsg. Flora Veit-Wild. Baobab, Harare 1992, ISBN 0-86543-732-7, ISBN 0-86543-733-5 (paperback)
- Scrapiron Blues. zusammengestellt und hrsg. von Flora Veit-Wild. Baobab, Harare 1994, ISBN 0-908311-70-2